# 칭다오 아쿠아리움

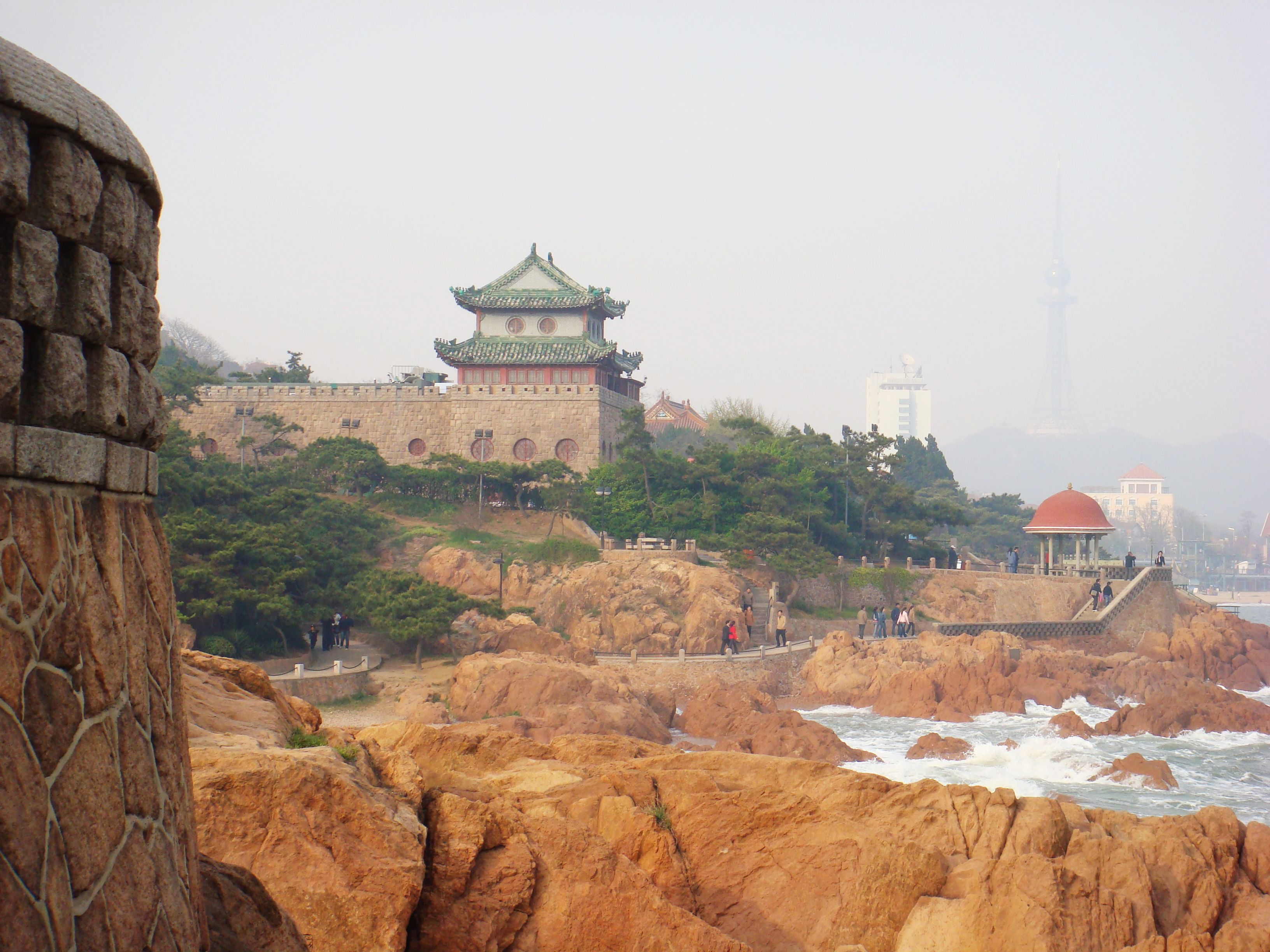
서쪽에서 본 칭다오 수족관. (2007년 촬영)

칭다오 수족관(중국어: 青岛水族馆)도 청도해저세계 (青岛海底世界)는 중국에서 가장 오래된 공공 수족관이다. 칭다오 수족관은 산둥성 칭다오에 위치하고 있다. 이 수족관은 1930년 교육자 차이위안페이(蔡元培)로부터 시작되었으며 1932년 5월 8일에 처음으로 공개되었다. 2013년 기준으로 수족관은 터널로 연결된 4개의 주요 전시실로 구성되어 있으며 총 전시 면적은 약 10,000 평방 미터이다. 칭다오 수족관은 2006년 이후 산둥성에 의해 보호되는 주요 역사 및 문화 유적지(사이트번호 3-267)로 지정되었다. 이곳은 황해의 후이취만(汇泉湾) 기슭에 위치하고 있으며 칭다오 스난구의 루쉰 공원(鲁迅公园）옆에 위치해 있다.
오전 8시 30분부터 오후 5시까지 열리는 수족관은 주요 수족관, 해양 동물 공연 박물관, 담수 동물 박물관 및 해양 생물 군집으로 구성된다.

## 같이 보기
- 샤오칭다오
- 산동성에 의해 보호되는 주요 역사 및 문화 유적지

## 참고 문헌
1. ↑  “青岛水族馆官方网站”. 《www.qdaqua.com》. 2016년 11월 8일에 확인함.